# تاريخ كرة السلة
بدأ تاريخ كرة السلة مع اختراعه في عام 1891 في سبرينغفيلد (ماساتشوستس) من قبل مدرب التربية البدنية الكندي جيمس نايسميث كرياضة أقل عرضة للإصابة من كرة القدم. انتشرت اللعبة بسرعة كبيرة، ونمت شعبيتها مع بداية القرن العشرين، أولا في أمريكا ثم في جميع أنحاء العالم. الرابطة الوطنية لكرة السلة (NBA)، والتي أنشئت في عام 1946، تطورت إلى مؤسسة بمليارات الدولارات بنهاية القرن، وأصبحت كرة السلة جزءاً لا يتجزأ من الثقافة الأمريكية.

## التاريخ المبكر للعبة وتطورها

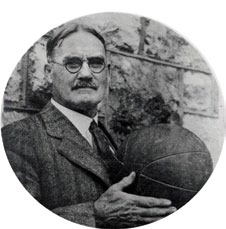
جيمس نايسميث

عرفت الحضارات القديمة ألعاب تشبه كرة السلة. ففي القرن السابع قبل الميلاد عرفت لعبة (بوكتا بوك) عند المايا، كما عرفتها الشعوب الأزتيكية باسم (تشلاشلي)، أما كرة السلة كما نعرفها اليوم فنشأت في أوائل ديسمبر من عام 1891، حيث بحث الدكتور الكندي جيمس نايسميث،  أستاذ التربية البدنية بجامعة ماكجيل في مونتريال، والذي يعمل أيضًا معلمًا في مدرسة التدريب الخاصة بجمعية الشبان المسيحية (جمعية الشبان المسيحيين) (والمعروفة حاليًا بكلية سبرينجفيلد في مدينة سبرينغفيلد (أوريغون) بولاية ماساتشوستس بالولايات المتحدة الأمريكية، عن ابتكار لعبة قوية تُقام داخل الصالات يشغل بها طلابه ويحافظ على لياقتهم البدنية عند مستويات مناسبة في فصول الشتاء الطويلة التي تسود الولايات الواقعة في إقليم نيو إنجلاند، وكبديل للتمرينات السويدية والألمانية التي لم تكن تتلاءم مع طبيعتهم التي تميل إلى القوة والسرعة والمنافسة، ولا تشبع رغبتهم بالحركة والنشاط، والتعبير عن الذات.
بعد عدة تجارب قام بها الأستاذ ناي سميث وضع لعبة تتداول فيها الكرة بين اليدين فقط بدلا من القدمين، فجرت التجربة الأولى، وكان هدفها وضع الكرة في سلة خوخ، فسميت اللعبة كرة السلة. وأرادها سميث لعبة خالية من الخشونة والعنف الموجودين في كرة القدم الأميركية، تمنع الجري بالكرة حتى لا يهاجم اللاعبون حاملها مهاجمة عنيفة للحصول عليها. فقد اعتبر أن مجرد لمس اللاعب يعتبر خطأ يتنافى مع روح اللعبة. فشدد في اللعبة على الجري والتمرير والتصويب دون لمس اللاعب المنافس، أو مهاجمته بعنف. وقد كانت السلة في بادئ الأمر عبارة عن سلة خوخ مسدودة القاع. يضع الحكم سلماً قرب موضع السلة كي يتمكن من إخراج الكرة عندما تستقر في الهدف. أزيل القاع بعد ذلك فاستراح الحكم من الصعود والهبوط لإخراج الكرة عند كل هدف يسجل. نالت اللعبة إعجاباً وحباً من قبل طلاب الدكتور سميث، وعملوا على نشرها في مدنهم وقراهم أثناء عطلة رأس السنة، فامتدت تدريجيا إلى الكليات والمعاهد والمدارس الأميركية قبل أن توضع قوانينها بشكل كامل.
بعد ذلك اضطر الدكتور سميث إلى وضع القواعد الـ (13) الأساسية لهذه اللعبة، والتي استوحيت منها بعدئذ الأنظمة الحالية لكرة السلة، إذ بقي منها 12 مادة في القانون الجديد. بعد ذلك تبنت جمعية الشبان المسيحيين اللعبة في الولايات المتحدة الأميركية، وفي غيرها من البلدان التي كان للجمعية فروع فيها. وبعد ذلك دخلت ميدان الاحتراف، فمرت بمراحل عديدة تطورت فيها، وتقدمت إلى أن اتخذت شكلها ونظمها الراهنة. أما عدد اللاعبين فقد كان في بداية الأمر تسعة لاعبين لكل فريق. ثلاثة للهجوم وثلاثة للوسط وثلاثة للدفاع، لكن عدد أشواط مباراتها كان ثلاثة مدة كل شوط 20 دقيقة ثم عدل فاصبح أربعة أشواط، مدة كل منها 10 دقائق، ثم عدلت مؤخرا، فأصبحت المباراة من شوطين مدة كل منها 20 دقيقة.
وفي بادئ الأمر، كانت تتم ممارسة لعبة كرة السلة بكرة قدم. هذا وقد كان اللون البني هو لون أولى الكرات التي تم صنعها خصيصًا لممارسة كرة السلة، وكان ذلك فقط في أواخر الخمسينيات من القرن العشرين. ولكن فيما بعد، قام توني هينكل في إطار بحثه عن تصميم كرة سلة أكثر وضوحًًا للاعبين والمتفرجين على حد سواء باستخدام الكرة ذات اللون البرتقالي التي يشيع استخدامها في وقتنا الحالي. ولم تكن المراوغة عن طريق تنطيط اللاعب للكرة جزءًا من القواعد الأصلية لهذه اللعبة باستثناء استخدام هذا النوع من المراوغة في «التمريرة المرتدة» بين أعضاء الفريق الواحد.ذلك أن تمرير الكرة كان الوسيلة الأساسية لتناقلها. وفي نهاية الأمر، أُتيح استخدام المراوغة ولكن بشكل محدود نتيجة عدم تناسق شكل الكرات الأولى التي كانت تُستخدم في ممارسة هذه اللعبة. ثم أصبحت المراوغة جزءًا أساسيًا من ممارسات هذه اللعبة فقط مع حلول خمسينيات القرن العشرين تقريبًا حين اهتمت المصانع بتحسين شكل الكرة.
وفي الألعاب الأولمبية التي جرت عام 1904 في مدينة سانت لويس في الولايات المتحدة الأميركية، قدمت الفرق الأميركية عرضًا خاصا في كرة السلة خلال هذه الدورة بغية إقناع دول العالم بالاعتراف بها. وفي عام 1906 تكونت لجنة لوضع قوانين جديدة للعبة، فوضعت قانوناً جديداً مؤلفا من 22 مادة بدلا من 13 مادة في القانون الذي وضعه الدكتور سميث. أثناء الحرب العالمية الأولى، مارس الجنود الأميركيون لعبة كرة السلة في الأماكن التي تمركزوا بها فكان ذلك عاملاً جديداً، وفعالا في عملية انتشار اللعبة في مختلف أنحاء العالم. وبقي هناك فوارق في اللعبة بين ولاية وولاية، ففي العام 1915 وضع قانون موحد للعبة، إذ اجتمعت هيئة تضم مندوبين عن جميع الكليات والمدارس، ووضعت القانون الجديد الموحد.

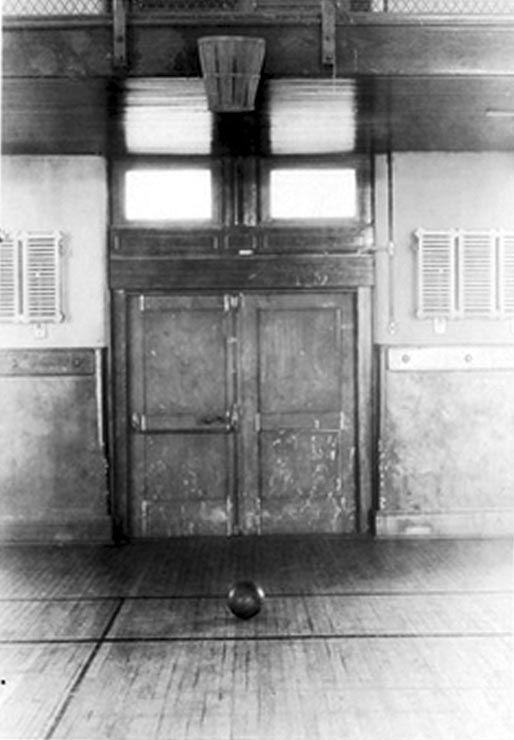
أول ملعب لكرة السلة: كلية سبرينغفيلد (أوريغون).

جرت أول بطولة جامعية للعبة في تورينو بإيطاليا عام 1933. حيث اجتمع مندوبو الهيئات المشتركة في هذه البطولة في مدينة لوزان في سويسرا، وقرروا معا تشكيل هيئة دولية تعمل على توحيد القوانين الخاصة باللعبة، وتسعى إلى إدخالها برنامج الألعاب الأولمبية، فظهر بذلك أول اتحاد دولي لكرة السلة في 7 تشرين الأول عام 1933. وفي دورة 1936 للألعاب الأولمبية أدرجت كرة السلة ضمن البرنامج الأولمبي لأول مرة. وجرت مبارياتها بحضور الدكتور سميث مؤسس اللعبة، وشاهد النجاح الذي حققته. وبعد انتهاء الدورة المذكورة تم إدخال تعديلات كثيرة على النظم الخاصة باللعبة ومنها: تقسيم الملعب إلى قسمين وقاعدة العشر ثوان وغيرها.</ref> The goal was scored by Chase.
لكن أشهر البلدان التي تمارس هذه اللعبة وتستحق فرقها ألقاب البطولات فهي: الولايات المتحدة الأميركية والاتحاد السوفيتي، وإيطاليا، ويوغسلافيا، والفليبين، والبرازيل، وكوبا، وكندا، وإسبانيا.

## القواعد الأساسية لسميث
لم يكن هناك سوى ثلاثة عشر قاعدة لكرة السلة:
1. يتم القاء الكرة في أي اتجاه بإحدي أو بكلتا اليدين.[18]
2. يمكن أن تضرب الكرة في أي اتجاه بإحدي أو بكلتا اليدين.[19]
3. لا يمكن للاعب الجري بالكرة، ولكن يجب عليها رميها من البقعة التي كان يمسك بها، ويسمح للاعب أن يمسك الكرة إذا كان يجري بسرعة كبيرة.[20]
4. يجب أن تبقي الكرة بين اليدين، ولا يجب استخدام الذراع أو الجسم لمسك الكرة.
5. لايسمح الضرب بالكتف، أو الدفع، أو التعثر أو الضرب بأي شكل من الأشكال للخصم. إذا تم التعدي الأول على هذه القاعدة من قبل أي شخص فإنه يحسب خطأ، وأما التعدي الثاني فينحيه خارجاً حتى الهدف التالي، أو إذا كان هناك نية واضحة لإصابة الشخص، فإنه يطرد إلي نهاية المباراة، ولا بديل له.[21]
6. يتم لعب الخطأ بضرب الكرة بقبضة اليد.
7. إذا أخطأ أي من الجانبين ثلاثة أخطاء متتالية فإنه يحسب هدفا للفريق الخصم.[22]
8. يحسب الهدف عندما يتم ضرب الكرة أو رميها في السلة بحيث تبقى هناك. إذا كانت الكرة تقع على الحافة وحرك الخصم السلة، فإنه يحسب كهدف.
9. عندما تخرج الكرة خارج حدود الكلعب فإنها يجب أن تلقى في الميدان تلعب من قبل الشخص الأول الذي لمسها. وفي حالة نشوب جدال، فإن الحكم المشاهد يلقيها مباشرة إلى الميدان. إذا استمر أي جانب في تأجيل المباراة، يجب على الحكم أن يوجه خطأ لهم.[23][24]
10. يكون الحكم المشاهد هو القاضي علي اللاعبين ويجب أن يلاحظ الأخطاء، ويخطر حكم الملعب عند حدوث ثلاث أخطاء متتالية.
11. يكون الحكم هو قاضي الكرة، ويقرر متى تكون الكرة في اللعب، في الحدود، والجانب الذي تنتمي إليه، ويحافظ على الوقت. وعليه أن يقرر متى كان تم إحراز الهدف، ويحسب الأهداف.
12. الوقت خمسة عشر دقيقة لكل شوط، مع خمس دقائق بين الشوطين.
13. الفريق الذي يحرز معظم الأهداف في ذلك الوقت يجب أن يكون الفائز. في حالة التعادل، يمكن أن تستمر اللعبة، باتفاق قادة الفريقيين، حتى يتم تحقيق هدف آخر.[25]

### تطور بعض القواعد التي وضعها (دكتور سميث)
- السلتان:

كانتا سلتي خوخ فعلا وكانت معلقتين على الحائط وكان القاع موجودا بها ثم عدلتا حتى اصبحتا من نسيج ذي مواصفات خاصة.
- صالة الملعب:

كانت في بادئ الامر عبارة عن أي ساحة مغطاة فكان جراج العربات ومخزن التبن وغير ذلك من بنايات يكفي ويعتبر مناسبا للعب ذا مقاييس وابعاد ومواصفات خاصة.
- عدد اللاعبين:

كان 9 لاعبين ثم أصبح 7 لاعبين أو 5 لاعبين ثم عدل حتى أصبح الآن خمس وعدد افراد الفريق اثنا عشر.
- الرمية الحرة:

كان في كل فريق شخص واحد هو الذي يتولى قذف جميع رمياته الحرة والان يتولى كل لاعب رمي الرميات الحرة التي نالها نتيجة ارتكاب الخطا ضده.
- كرة القفز:

كان الحكم يقوم برمي الكرة بين قلبي الهجوم بعد كل هدف ثم الغي هذا القانون واصبح الفريق الذي تصاب سلته هو الذي يتولى ادخالها من خارج الحدود النهائية.

## كرة السلة للسيدات
بدأت ممارسة لعبة كرة السلة للسيدات في عام 1892 داخل كلية سميث عندما قامت سيندا بيرينسون، إحدى معلمات التربية البدنية، بتعديل القواعد التي وضعها نايسميث فيما يتعلق بكرة السلة لتتناسب مع السيدات.وبعد وقت قصير من تعيينها داخل كلية سميث، توجهت سيندا إلى نايسميث لتعرف منه المزيد عن هذه اللعبة. ونظرًا لإعجابها الشديد بهذه الرياضة الجديدة وبالقيم التي يمكن تعلمها من خلالها، فقد قامت بتنظيم أولى مباريات كرة السلة النسائية بين طالبات الكلية في 21 مارس من عام 1893، وذلك عندما لعبت طالبات السنة الأولى في الكلية مع طالبات السنة الثانية. هذا وقد تم نشر القواعد التي وضعتها سيندا لهذه اللعبة للمرة الأولى في عام 1899. وبعد مرور عامين، أصبحت سيندا محررة أول دليل تعليمات يتم إصداره لكرة السلة للسيدات من قبل شركة إيه جي سبالدينج، والتي قامت بنشر قواعد كرة السلة الخاصة بالسيدات.
كان يتم إرسال المهتمين الأوائل بممارسة لعبة كرة السلة إلى جمعيات الشبان المسيحية في جميع أنحاء الولايات المتحدة الأمريكية، وسرعان ما انتشرت هذه اللعبة داخل الولايات المتحدة الأمريكية وكندا.وبحلول عام 1895، انتشرت هذه اللعبة بشكل جيد داخل العديد من مدارس الفتيات الثانوية.وعلى الرغم من أن جمعية الشبان المسيحيين كانت مسئولة في بادئ الأمر عن تطوير هذه اللعبة ونشرها، فإنها في غضون عقد واحد فقط من الزمن أصبحت لا تشجع هذه الرياضة الجديدة بسبب خشونة اللعب وبدأت أنظار الجماهير المتعصبة لمزاولة هذه اللعبة تنصرف عن جمعية الشبان المسيحية ومهمتها الأساسية التي أخذتها على عاتقها.بيد أنه سرعان ما ملأت الأندية الرياضية للهواة إلى جانب الكليات وأندية المحترفين الفراغ الذي خلفته هذه الجمعية. وفي السنوات التي سبقت الحرب العالمية الأولى، تنافس كل من اتحاد الرياضيين الهواة والرابطة الأمريكية للاعبين الرياضيين بين الكليات (المعروفة سابقًا باسم الرابطة الوطنية للاعبين الرياضيين بين الكليات) للتحكم في قواعد هذه اللعبة.وقد تم إنشاء أول بطولة دوري للمحترفين، وهو الدوري الوطني لكرة السلة، في عام 1898 لحماية اللاعبين من الاستغلال وتعزيز الدعوة لممارسة لعبة أقل خشونة.وقد استمر هذا الدوري لمدة 5 سنوات فقط.

## انتشار لعبة كرة السلة في البلاد العربية

### مصر
لم تعرف هذه اللعبة علي الصعيد الرسمي الا حوالي سنة 1938م، وذلك بفضل جمعية الشبان المسيحيين التي نشرتها بين مدارس القاهرة وجامعاتها في انحاء مصر التي اشتركت لأول مرة في دورة برلين الاولمبية سنة 1936م ففازت في المرحلة الأولى وخسرت في الثانية امام المكسيك التي نالت الميدالية البرونزية.
أما في بدايات دخولها كانت عام 1920م، حيث كون بعض الفرنسيين عام 1920م ناديا بالإسكندرية سمى نادي كل الرياضات، أدخل ضمن برامجه رياضة كرة السلة، وهو يعتبر النادي الأول الذي مارس كرة السلة في مصر، وفي عام 1922م قامت جمعية الشبان المسيحيين بأسيوط بإدخال اللعبة على الطريقة الأمريكية حيث كان أعضاء الجمعية كلهم أمريكيونثم تبعتهم جمعية الشبان المسيحية بالقاهرة فأدخلتها سنة 1925م، وساعدت في نشرها بالقاهرة الجامعة الأمريكية.
بعد ذلك تم تكوين أول اتحاد عام بصفة رسمية وكان عددالفرق لا يزيد عن عشرة وكلها أجنبية ما عدا فريقي الحرس الملكي والشبان المسيحية وكان ذلك عام 1930م، وفي عام 1935م أقيمت أول بطولة لأندية الدرجة الأولى فازت بها الشبان المسيحية، ثم توقفت هذه البطولة حتى عام 1944م، وقبل توقفها لم تكن اللعبة قد أدرجت دولياً، وفي دورة 1936م اعتمدت ضمن الألعاب الأوليمبية واشتركت مصر في هذه الدورة بفريقها الاتحادي، بعد الدورة مباشرة عدل قانون اللعبة لأول مرة ومثل مصر في هذا المؤتمر أمين ندا.
أوقفت الحرب العالمية الثانية كل نشاط دولي لكرة السلة وحرمت العالم من دورتين أولمبيتين 1940، 1944واقتصر نشاط كرة الالسلة في مصرعلى دوري الأندية بالمناطق وبطولة مصر بين الأندية لفرق الدرجة الأولى حتى عام 1944م. وعقب انتهاء الحرب العالمية الثانية وتحديدا في عام 1947مافتتح مجال الاحتكاك الدولي فاشتركت مصر في بطولة أوروبا التي أقيمت ببراغ وفازت فيها بالمركز الثالث. وفي عام 1948م أشتركت مصر في دورة لندن ولكن لم تفز بأي من المراكز الأولى. وفي عام 1949مأقيمت بطولة أوروبا في القاهرة بعد اعتذار روسيا عن أقامتها، وظهر فيها الفريق المصري بمظهر مشرف إذ حازعلى المركز الأول بفوزه على فرنسا. وفي عام 1951 بمدينة الإسكندرية أقيمت دورة البحر الأبيض المتوسط وأنشئت وقتها أولصالة خاصة بكرة السلة وهي صالة ملعب بلدية الإسكندرية وفازت مصر بالمركز الأول، ثم أقامت مصر أول دورة عربية بالإسكندرية سنة 1952م وفازت فيها بالمرتبة الأولى. ثم اشتركت في الدورة الأوليمبية بهلسنكي، ثم بطولة أوروبا سنة 1953م في أسبانيا، وفي سنة 1954م في بطولة البحرالأبيض المتوسط في أسبانيا، وقد سافر الفريق المصرى إلى موسكو عام 1957م للاشتراكفي أعياد الشباب.

### لبنان
عرفت هذه اللعبة في لبنان بواسطة البعثات التبشيرية الفرنسية التي نشرتها بين المدارس الفرنسية والاندية مما ادى إلى تنظيمها رسميا سنة 1945م في اطار اتحاد الألعاب الرياضية . ثم تاسس اتحاد هذه اللعبة باسم الاتحاد اللبناني لكرة السلة والكرة الطائرة في 20/11/1950. وتشكلت أول لجنة لهذا الاتحاد في 28/12/1950.

## الرابطة الوطنية لكرة السلة
تم تأسيس دوري كرة السلة في مدينة نيويورك يوم 6 يونيو 1946 كرابطة كرة السلة الأمريكية (BAA). اتخذ الدوري اسم الرابطة الوطنية لكرة السلة (NBA) في عام 1949 بعد الاندماج مع منافسه الدوري الوطني لكرة السلة بالولايات المتحدة (NBL). اعتبارا من أوائل القرن ال 21، أصبح الدوري الاميركي للمحترفين هو أهم دوري كرة سلة في العالم من حيث الشعبية، والرواتب، والمواهب، ومستوى المنافسة.

## رابطة كرة السلة الأمريكية
الرابطة الأمريكية لكرة السلة (ABA) تأسست كبديل للرابطة الوطنية لكرة السلة في عام 1967 في وقت كانت فيه الدوري الاميركي للمحترفين يحظي بالكثير من الشعبية. عرضت الرابطة الأمريكية لكرة السلة روح بديلة وأسلوب جديد لللعبة وكذلك بعض التغييرات في القواعد. يوليوس إرفينغ كان اللاعب الرائد في الدوري، وساعد على إطلاق أسلوب حديث من اللعب الذي يتكيز بالقفز واللعب فوق الحافة. وأكد الدوري علي الإثارة والحيوية، سواء كان ذلك في لون الكرة (الأحمر والأبيض والأزرق)، وطريقة اللعب، وزيادة النقاط مثل الرمية الثلاثية. كان الاعتراف الوطني والأرباح منخفضة، مما دفع الدوري للبحث عن وسيلة للخروج من مشاكله. فكان الاندماج مع الرابطة الوطنية لكرة السلة الأكثر نجاحاً وثباتاً ينظر إليه على أنه الحل. فتم دمج الرابطة الأمريكية لكرة السلة مع الرابطة الوطنية لكرة السلة في صيف عام 1976.

## الدوري الاميركي للمحترفين في العصر الحديث
وقد ساعدت الدوري الاميركي للمحترفين في نشر كرة السلة في جميع أنحاء العالم في العصر الحالي. ويرجع جزء كبير من هذا إلى النجوم المضيئة التي لعبت اللعبة على مر السنين. كان بسبب لعب مايكل جوردان أن كرة السلة بدأت للوصول إلى الجماهير الدولية، وخاصة على 1992 فريق الولايات المتحدة للرجال لكرة السلة الأولمبية، والمعروفة باسم فريق الأحلام.
بعد البطولة النهائية والتقاعد الثاني في عام 1998، كان هناك فراغ كما في من سيكون وجه كرة السلة. بعد فترة وجيزة من مساعدة شاكيل أونيل، استطاع كوبي براينت الفوز بثلاثة بطولات متتالية من 2000-2002 مع لوس انجليس ليكرز، مما ساعد على جعل كرة السلة أكثر شعبية في العديد من الأماكن في جميع أنحاء العالم. وساعدت البطولات الأخرى في عامي 2009 و 2010 على رفع شعبيته.
اللاعب الآخر الذي أحدث ثورة في لعبة كرة السلة كان ليبرون جيمس. تم اختياره كأول اختيار عام في مشروع الدوري الاميركي للمحترفين 2003 من قبل كليفلاند كافالييرز، وعمل في طريقه ليصبح وجه الدوري الاميركي للمحترفين وكرة السلة في جميع انحاء العالم. غادر كافالييرز في عام 2010 للانضمام إلى ميامي هيت جنبا إلى جنب مع زملائه النجوم دواين وايد وكريس بوش في ما أصبح يعرف باسم القرار المثير للجدل، وفاز بالبطولة معه في عامي 2012 و 2013 قبل أن يعود إلى كافالييرز في عام 2014 حيث فاز ببطولة ثالثة في عام 2016.